# Фретинье-э-Веллорей
Фретинье́-э-Веллоре́й (фр. Fretigney-et-Velloreille) — коммуна во Франции, находится в регионе Франш-Конте. Департамент — Верхняя Сона. Входит в состав кантона Жи. Округ коммуны — Везуль.
Код INSEE коммуны — 70257.

## География
Коммуна расположена приблизительно в 310 км к юго-востоку от Парижа, в 28 км севернее Безансона, в 22 км к юго-западу от Везуля.

## История
Коммуна Фретинье-э-Веллорей была образована в 1806 году в результате слияния коммун Фретинье и Веллорей.

## Население
Население коммуны на 2010 год составляло 683 человека.
| 1962 | 1968 | 1975 | 1982 | 1990 | 1999 | 2010 |
| ---- | ---- | ---- | ---- | ---- | ---- | ---- |
| 601  | 799  | 746  | 659  | 577  | 626  | 683  |

## Экономика
В 2010 году среди 431 человека трудоспособного возраста (15—64 лет) 315 были экономически активными, 116 — неактивными (показатель активности — 73,1 %, в 1999 году было 67,2 %). Из 315 активных жителей работали 284 человека (155 мужчин и 129 женщин), безработными было 31 (13 мужчин и 18 женщин). Среди 116 неактивных 26 человек были учениками или студентами, 45 — пенсионерами, 45 были неактивными по другим причинам.

## Достопримечательности
- Церковь Св. Иулиана (XVIII век). Исторический памятник с 1988 года[3]
- Аббатство Нотр-Дам (XVIII век). Исторический памятник с 2002 года[4]
- Пещера Бом-Нуар, является домом для множества летучих мышей